# قلی
قلی (جاجرم)، روستایی از توابع بخش جلگه سنخواست شهرستان جاجرم در استان خراسان شمالی ایران است.

## جمعیت
این روستا در دهستان دربند قرار دارد و براساس سرشماری مرکز آمار ایران در سال ۱۳۸۵، جمعیت آن ۱٬۲۷۷ نفر (۲۷۳خانوار) بوده‌است.